# سیارک ۱۳۴۴۱
سیارک ۱۳۴۴۱ (به انگلیسی: 13441 Janmerlin، نامگذاری:2098P-L)۱۳۴۴۱مین سیارک کشف شده‌است که در ۲۴ سپتامبر ۱۹۶۰ کشف شد.